# Osmolateur
L’osmolateur est un système surtout utilisé en aquariophilie marine, notamment récifale, pour contrecarrer les effets négatifs de l'évaporation de l'eau.
L'évaporation dans un aquarium récifal est en effet importante du fait du fort brassage de l'eau associé à la chaleur dégagée par l'éclairage. Elle peut ainsi représenter 1 à 3 % du volume total par jour, en fonction de la chaleur, de l'humidité ambiante et du mode de refroidissement. Cette évaporation entraîne une augmentation de la concentration en sel (seule l'eau s'évapore, pas le sel), qui peut entraîner la mort des poissons et des coraux. Par ailleurs la baisse du niveau de l'eau peut être fatale à certains matériels (pompes, résistance).
L'osmolateur assure la remise à niveau automatique du niveau de l'eau dans l'aquarium, à paramètres physico-chimiques constants (salinité notamment). Il est constitué d'un capteur de niveau situé dans le bac de décantation, commandant une pompe injectant de l'eau osmosée dans le bac principal ou la décantation. L'eau osmosée est contenue, soit dans un bidon séparé de la décantation, soit dans un compartiment de la décantation.